# Fibração de Hopf

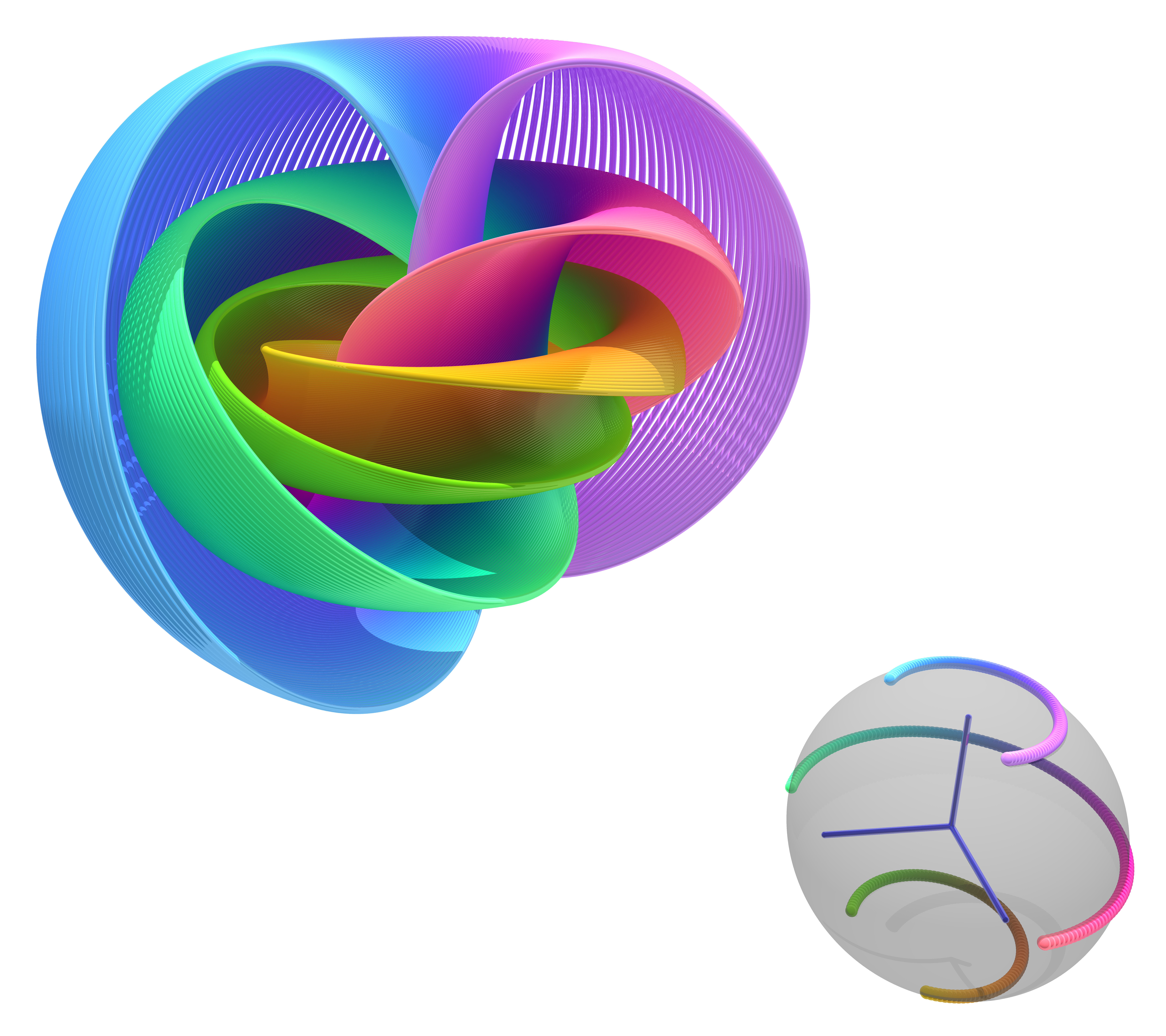
A fibração de Hopf pode ser visualizada usando uma projeção estereográfica de S^{3} em R^{3} e então o R^{3} numa bola. Esta imagem mostra pontos no S^{2} e suas fibras correspondentes com a mesma cor.

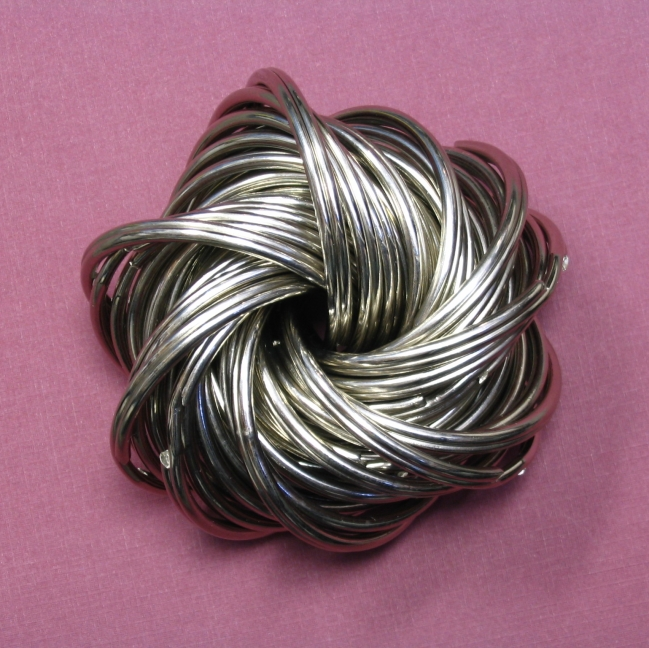
Aqui anéis de chaveiros mimetizam parte da fibração de Hopf por mostrar alguns dos círculos da fibração de Hopf os quais se situam sobre um toro comum.

No campo matemático da topologia, a fibração de Hopf (também conhecida como fibrado de Hopf ou mapa de Hopf) descreve uma 3-esfera (uma hiperesfera no espaço quadri-dimensional) em termos de círculos e uma esfera ordinária. Descoberto por Heinz Hopf em 1931, é um exemplo primordial influente de fibrado de linhas. Tecnicamente, Hopf encontrou uma função contínua (ou "mapa") de "muitos para um" da 3-esfera para a 2-esfera tal que cada ponto distinto da 2-esfera torna-se um círculo distinto da 3-esfera. Assim a 3-esfera é composta de "fibras", onde cada "fibra" é um círculo — um para cada ponto da 2-esfera.
Esta estrutura de fibras é denotada
{\displaystyle S^{1}\hookrightarrow S^{3}{\xrightarrow {\ p\,}}S^{2},}
o que quer dizer que a fibra S¹ (um círculo) está imersa no espaço total S³ (a 3-esfera), e p: S³→S² (mapa de Hopf) projeta S³ na base S² (a 2-esfera ordinária). A fibração de Hopf, como qualquer fibrado, tem a propriedade de ser localmente um espaço produto. Todavia este não é um fibrado trivial, i.e., S³ não é (globalmente) o produto de S² e S¹. Isto apresenta algumas implicações: por exemplo, a existência deste fibrado mostra que os mais altos grupos de homotopia de esferas não são triviais em geral. Também provê um exemplo básico de fibrado principal pela identificação da fibra com o grupo circular.
A projeção estereográfica do fibrado de Hopf induz a uma estrutura marcante em R³, na qual o espaço é preenchido com toros aninhados feitos de círculos de Villarceau interligados. Aqui cada fibra é projetada num círculo no espaço (um dos quais é um "círculo passando pelo infinito" — uma reta). Cada toro é a projeção estereográfica da imagem inversa de um círculo de latitude da 2-esfera. (Topologicamente, um toro é o produto de dois círculos.) Estes toros são ilustrados pelas imagens à direita.  Quando o R3 é comprimido numa bola, sua estrutura geométrica é perdida mas a estrutura topológica se mantém (ver Topologia e Geometria).  Os laços são homeomorfos a círculos, apesar de não serem círculos geométricos.
Há inúmeras generalizações da fibração de Hopf. A esfera unitária em Cn+1 projeta-se naturalmente em CPn tendo círculos como fibras, e há também versões reais, em quatérnios e em octônios destas fibrações. Em particular, a fibração de Hopf pertence a uma família de quatro fibrados cujo espaço total, a base e a fibra são todos esferas:
{\displaystyle S^{0}\hookrightarrow S^{1}\rightarrow S^{1},\,\!}
{\displaystyle S^{1}\hookrightarrow S^{3}\rightarrow S^{2},\,\!}
{\displaystyle S^{3}\hookrightarrow S^{7}\rightarrow S^{4},\,\!}
{\displaystyle S^{7}\hookrightarrow S^{15}\rightarrow S^{8}.\,\!}
Pelo teorema de Adams, tais fibrações podem ocorrer apenas nestas dimensões.
A fibração de Hopf é importante na Teoria dos twistores.

## Definição e construção
Para cada número natural n, pode-se definir uma esfera n-dimensional, ou uma n-esfera, como um conjunto de pontos num espaço (n+1)-dimensional equidistantes de um centro. Para concretude, pode-se tomar a origem como centro e assumir unitária a distância dos pontos da esfera ao centro. Com esta convenção, a n-esfera, Sn, consiste dos pontos (x1, x2, …, xn+1) em Rn+1 com x12 + x22 + ⋯+ xn+12 = 1. Por exemplo, a 3-esfera consiste dos pontos (x1, x2, x3, x4) em R4 com x12 + x22 + x32 + x42 = 1.
A fibração de Hopf p: S3 → S2 da 3-esfera na 2-esfera pode ser definida de muitas maneiras.

### Construção direta
Identifique R4  com C2 e R3 com C×R (onde C denota os números complexos) escrevendo:
(x1, x2, x3, x4)  como  (z0 = x1 + ix2, z1 = x3 + ix4);  e
(x1, x2, x3)  como  (z = x1 + ix2, x = x3).
Assim S3 é identificado com o subconjunto dos (z0, z1) em C2 tais que |z0|2 + |z1|2 = 1, e S2 é identificado com o subconjunto dos (z, x) em C×R tais que |z|2 + x2 = 1. (Aqui, para um número complexo z = x + iy, |z|2 = z z∗ = x2 + y2, onde o asterisco denota o conjugado complexo.) Então a fibração de Hopf p é definida por
p(z0, z1) = (2z0z1∗, |z0|2 − |z1|2).
A primeira componente é um número complexo, enquanto a segunda componente é real.  Todo ponto na 3-esfera deve ter a propriedade de que |z0|2 + |z1|2 = 1.  Sendo o caso, p(z0, z1) situa-se na 2-esfera unitária em C×R, como pode ser mostrado elevando-se ao quadrado as componentes complexa e real de p
{\displaystyle 2z_{0}z_{1}^{\ast }\cdot 2z_{0}^{\ast }z_{1}+\left(\left|z_{0}\right|^{2}-\left|z_{1}\right|^{2}\right)^{2}=4\left|z_{0}\right|^{2}\left|z_{1}\right|^{2}+\left|z_{0}\right|^{4}-2\left|z_{0}\right|^{2}\left|z_{1}\right|^{2}+\left|z_{1}\right|^{4}=\left(\left|z_{0}\right|^{2}+\left|z_{1}\right|^{2}\right)^{2}=1}
Além disso, se dois pontos na 3-esfera são aplicados a um mesmo ponto na 2-esfera, i.e., se p(z0, z1) = p(w0, w1), então (w0, w1) deve ser igual a (λ z0, λ z1) para algum número complexo λ com |λ|2 = 1.  A recíproca também é verdadeira; quaisquer dois pontos na 3-esfera que diferem de um fator complexo comum λ são aplicados a um mesmo ponto na 2-esfera.  Esta conclusão segue porque o fator complexo λ é cancelado com seu conjugado λ∗ em ambas as partes de p: na componente complexa 2z0z1∗ e na componente real |z0|2 − |z1|2.
Uma vez que o conjunto dos números complexos λ tais que |λ|2 = 1 forma o círculo unitário no plano complexo, segue que, para cada ponto m em S2, a imagem inversa p−1(m) é um círculo, i.e., p−1m ≅ S1. Assim a 3-esfera é vista como uma união disjunta destas fibras circulares.

#### Interpretação geométrica usando a reta projetiva complexa
Uma interpretação geométrica da fibração pode ser obtida usando a reta projetiva complexa CP1, definida como o conjunto de todos os subespaços complexos unidimensionais de C2. Equivalentemente, CP1 é o quociente de C2\{0} pela relação de equivalência que identifica (z0, z1) com (λ z0, λ z1) para todo número complexo não-nulo λ. Em cada reta complexa de C2 existe um círculo unitário, e então a restrição da aplicação quociente aos pontos de norma unitária é uma fibração de S3 sobre CP1. 